# 아르주나 소행성
아르주나 소행성(Arjuna asteroid) 혹은 아르주나 소행성군은 태양계에 있는 소행성의 동역학적 특징에 따른 분류의 하나이다. 아르주나 소행성에 속하는 것은 근지구 천체(NEO)들로 지구와 매우 유사한 궤적을 가지고, 작은 값의 궤도 경사, 약 1년의 공전 주기, 낮은 궤도 이심률을 가진다. 아르주나라는 이름은 인도 서사시인 마하바라타에 나오는 대표적인 영웅인 아르주나의 이름을 따서 붙여졌다. 아르주나 소행성의 정의는 기존의 아폴로족, 아모르족, 아텐족, 아티라족 소행성군 정의와 관련이 있고 다소 겹치는 부분도 있다. 이들은 지구와 거의 1:1의 평균 궤도 공명으로 반복적으로 속박되며 동역학적으로 차가운 소형의 근지구 천체군을 이룬다.

## 구성원
다음은 아르주나 소행성으로 포함될 수 있는 소행성이다. 아폴로(APO) 또는 아텐(ATE) 분류는 괄호 안에 표기했다.
- 1991 VG (APO)
- 2003 YN107 (ATE)
- 2006 JY26 (APO)
- 2009 SH2 (ATE)
- 2013 BS45 (ATE)
- 2024 PT5 (APO)

## 추가 자료
- Evidence for a near-Earth asteroid belt Rabinowitz, David L.; Gehrels, Tom; Scotti, James V.; McMillan, Robert S.; Perry, Marcus L.; Wiśniewski, Wiesław Z.; Larson, Stephen M.; Howell, Ellen S.; & Mueller, Beatrice E. A. (1993), Nature, Volume 363, no. 6431, pp. 704-706.
- The Near-Earth Object Population Gladman, Brett J.; Michel, Patrick; & Froeschlé, Claude (2000), Icarus, Volume 146, Issue 1, pp. 176-189.
- A resonant family of dynamically cold small bodies in the near-Earth asteroid belt de la Fuente Marcos, Carlos; de la Fuente Marcos, Raúl (2013), Monthly Notices of the Royal Astronomical Society: Letters, Volume 434, Issue 1, pp. L1-L5.
- Geometric characterization of the Arjuna orbital domain de la Fuente Marcos, Carlos; de la Fuente Marcos, Raúl (2015), Astronomische Nachrichten, Volume 336, Issue 1, pp. 5–22.